# Dmitrij Peskov
Dmitrij Sergejevič Peskov (Moskva, 17. listopada 1967.) ruski je diplomat i glasnogovornik ruskoga predsjednika Vladimira Putina od 2012. godine.

## Rani život i obrazovanje
Peskov je rođen u Moskvi 1967. godine. Njegov otac Sergej vodio je sovjetsku diplomatsku misiju u Pakistanu. Godine 1989. diplomirao je na Institutu za azijske i afričke zemlje Moskovskog državnog sveučilišta te se pridružio sovjetskom Ministarstvu vanjskih poslova.

## Diplomatska karijera
Od 1990. radio je u sovjetskom veleposlanstvu u Ankari kao administrativni pomoćnik, kasnije kao ataše i tajnik. Nakon rada u Ministarstvu vanjskih poslova u Moskvi (1994. - 1996.), vraćen je u Ankaru kao drugi, a zatim prvi tajnik.
Godine 2000. vratio se u Rusiju raditi u tiskovnoj službi predsjednika. Služio je kao Putinov glasnogovornik od travnja 2000., a od svibnja 2012. službeno je predsjednički glasnogovornik naslijedivši Natalju Timakovu.

## Ruska invazija Ukrajine
Peskov je u studenom 2021. demantirao navode o mogućoj ruskoj invaziji Ukrajine. Nakon početka invazije u veljači 2022., tvrdio je da ruske snage ne napadaju civilnu infrastrukturu, unatoč dokumentiranim napadima na stambene zgrade, bolnice i kazališta. Označio je ruske protivnike rata kao „izdajice” i opravdavao rat tvrdeći da je Ukrajina bila „antirusko središte”.
Peskov je odbacio masakr u Buči kao „dobro insceniranu insinuaciju” i poricao odgovornost ruskih snaga. Tvrdio je da Rusija napada samo vojne ciljeve, dok je ukrajinska strana kriva za razaranja civila.

## Osobni život
Peskov je bio oženjen tri puta. Iz prvog braka s Anastasijom Budjonajom ima sina Nikolaja. Druga supruga bila je Jekaterina Solotsinskaja, s kojom ima kćer Jelisavetu i sinove Miku i Denija.
Od 2015. oženjen je olimpijskom prvakinjom u klizanju Tatianom Navkom, s kojom ima kćer Nadju. Navka posjeduje rusko i američko državljanstvo te nekretnine vrijedne više od 10 milijuna dolara.
Zbog ruske invazije Ukrajine, EU je u veljači 2022. stavila Peskova na crni popis i zamrznula mu imovinu. Sankcije su nametnule i SAD, Australija i Ujedinjeno Kraljevstvo, uključujući i njegovu suprugu i dvoje djece. 